# Marie-Paul Ross
 (mai 2021).
- Si vous ne connaissez pas le sujet, laissez ce bandeau (vous pouvez alors contacter les auteurs).
- Si vous supprimez le contenu mis en cause (vous pouvez préalablement contacter les auteurs),

argumentez précisément cette suppression dans la page de discussion
(un manque de référence n'est pas un argument ; une recherche réelle de référence doit avoir été effectuée, être formellement documentée).
 (mai 2021).
Il peut être nécessaire de l'améliorer pour respecter le principe de neutralité de point de vue. Veuillez consulter la page de discussion pour plus de détails.

Marie-Paul Ross, née le 21 avril 1947 à Sainte-Luce au Québec est une religieuse, auteure d'essais, écrivaine et conférencière spécialisée en sexologie.

## Biographie
Marie-Paul Ross est née le 21 avril 1947, à Sainte-Luce, dans la municipalité régionale de comté de Rimouski, au Québec.
En 1964, elle se rend à Pont-Viau, à proximité de Montréal,  pour entreprendre sa formation à la vie religieuse chez les Sœurs Missionnaires de l’Immaculée-Conception. Par la suite, elle complétera, en 1976, une formation en Techniques infirmières au Cégep de Saint-Laurent, à Montréal.
En 1967, elle devient officiellement Sœur de l'Immaculée-Conception et c’est en 1976 qu’elle prononce ses vœux perpétuels. Elle s’installe par la suite en Bolivie. Elle y officie en tant qu'infirmière et commence à éduquer les jeunes puis les parents sur la sexualité humaine.  Elle quitte ensuite la Bolivie pour être missionnaire à Lima, au Pérou.[réf. nécessaire]
Objet de critiques de la part des dirigeants religieux sur son manque de connaissances scientifiques en matière de sexologie, elle revient au Québec pour poursuivre ses études. Elle obtient[Quand ?] à l’Université Laval à Québec un certificat d’études en sexualité humaine, un baccalauréat général individualisé en sexologie (B.A) ainsi qu’une maîtrise en orientation (type A) spécialisée en intervention sexologique clinique (M.A).
Elle retourne au Pérou en 1989. Elle élabore un modèle d’intervention en sexologie et en santé, et fonde un centre de formation d’intervenants pour offrir des services éducatifs et thérapeutiques, le CEDEPSE (Centre de développement psycho-sexo-spirituel).
Le 10 octobre 1995, Marie-Paule Ross se rend à Rome pour rencontrer un jury et clarifier sa situation. Le Pape Jean-Paul II lui annonce qu'elle peut poursuivre ses travaux : « Va de l'avant! »  tout en l'avertissant des oppositions  « surtout venant de l'Église ».
Souhaitant perfectionner son intervention, elle complète en 2000, un doctorat sur mesure en sexologie clinique à l’Université Laval. S’appuyant sur son modèle d’intervention expérimenté depuis plus d’une dizaine d'années, elle recueille auprès de cinq groupes-témoins, dans cinq pays différents, et, à l’aide d’un échantillonnage variant de 30 à 50 individus par groupe, une quantité importante d’informations lui permettant de conclure que plus de 80 % des hommes et des femmes ayant un rôle clef au sein de l’Église ont des écarts au célibat. Elle souhaite donc proposer une formation spécifique à l'engagement au célibat : le MIGS (Modèle d'intervention globale en sexologie).[réf. nécessaire]
En 2012, le diocèse de Québec critique dans sa revue Pastorale le livre de Marie-Paul Ross, Je voudrais vous parler d'amour... et de sexe, qui affirme notamment qu' « Entre 10 % et 20 % des prêtres et des religieuses que j'ai croisés en formation ou soignés affirment avoir respecté ou respectent leurs promesses de célibat sacerdotal et religieux. Ce qui veut dire qu'environ 80 % d'entre eux ont eu des écarts. ». Les religieux du diocèse remettent en cause les fondements de cette affirmation, et ajoutent qu'elle perpétue des clichés associés à l'Église.
En 2015, Marie-Paul Ross rejoint l'Acadie.
En 2017, elle écrit au pape François pour dénoncer les abus sexuels sur les femmes dans l'Église catholique considérant que c'est une pandémie mondiale. Elle apparaît en tant que témoin dans le documentaire français Religieuses abusées, l’autre scandale de l’Église, qui traite des violences sexuelles dans l’Église catholique.

## Ouvrages
- Traverser l'épreuve, comment activer notre potentiel de vie, Montréal, Éditions Fides, 2010.
- Je voudrais vous parler d'amour... et de sexe, France, Éditions Michel Lafon, 2011.
- Pour une sexualité épanouie: un modèle d'intervention globale en sexologie, le MIGS, Montréal, Éditions Fides, 2011 (2e éd.).
- La sexualité des jeunes - Petit manuel pour les parents, Montréal, Éditions Fides, 2012.
- la vie est plus forte que la mort', -France, Éditions Michel Lafon, 2013.
- La Chaloupe vide Québec, Éditions Le Dauphin Blanc, 2015.
- Notre Terre! Terre Sainte ?, Mauritius, Éditions Vie, 2020.